# Olivier Truc
Olivier Truc, född 22 november 1964 i Dax, är en fransk journalist och författare, bosatt i Stockholm. 

## Biografi
Olivier Truc växte upp i Paris-regionen och flyttade ner till södra Frankrike 1986 där han började jobba som journalist i Montpellier för tidningen Midi Libre. Han arbetade sedan för olika medier som La Gazette de Montpellier, Télésoleil, Libération och TF1 (både tidningar och tv-kanaler). 
Han har bott i Stockholm sedan 1994 och har varit korrespondent för bland annat radiokanalen RTL, tidningarna Le Point, och Libération (1998-2005), samt tidningen Le Monde där han var korrespondent för de nordiska och baltiska länderna (2005-2016).    
Han har också gjort dokumentärer för tv, och har bland annat regisserat Les Bâtards du Reich, (26 min, Arte, 2002), La Dernière Plongée, (producerad med Frédéric Vassort, 52 min, France 5, 2006, Special Jury Prize Figra 2007), Police des rennes (52 min, France 5, 2008), Suède, la lutte contre l'extrême-droite (13 ', Arte Reportage, 2013).   
Han började sin litterära karriär 2006 med publiceringen av L'Imposteur, en reportagebok som undersöker en fransk överlevande från Gulag, som för att överleva hade behövt skriva om en del av sitt liv. År 2008 publicerade han tillsammans med Christian Catomeris en reportagebok som undersöker dykarnas dramatiska livsöden i oljeindustrin i Nordsjön. (Dykaren som exploderade, 2008, Norstedts).  
Han är också författare till deckaren Le Dernier Lapon (Fyrtio Dagar Utan Skugga på svenska, Piratförlaget) som har översatts till över tjugo språk och fått mer än tjugo priser inklusive Quai du Polar-priset 2013, Mystère de la critique-priset 2013 och Michel-Lebrun-priset 2013 (även shortlistad för CWA International Dagger, 2014, och Svenska Deckarakademin, 2014, för bästa översatta kriminalroman). Serien fortsätter med Le Détroit du Loup (Skuggorna Vänder Tillbaka på svenska) 2014 och La Montagne rouge (Det Röda Berget på svenska) 2016. Serien utspelar sig i Lappland, och följer utredningar från Nina Nansen och Klemet Nango som jobbar inom renpolisen.   
År 2019 publicerade han en historisk äventyrsroman som utspelar sig under 1600-talet och berättar om koloniseringen av Lappland genom livet av en baskisk kartograf, Le cartographe des Indes boréales är finalist för Joseph Kessel-priset och Étonnants Voyageurs-priset. Under 2019 publicerade han även boken L'affaire Nobel - une autre histoire de la Suède, som porträtterar Sverige genom Svenska Akademiskandalen.  

## Verk

### Reportageböcker
- L'Imposteur , Paris, Calmann-Lévy, 2006 (ISBN 9782702137208) ; återutgiven, Paris, Points, 2015
- Dykaren som exploderade, på svenska, 2008, Norstedts
- L'affaire Nobel - une autre histoire de la Suède , Paris, Grasset, 2019

### Romaner
- Fyrtio Dagar Utan Skugga, Piratförlaget, 2014 (Le Dernier Lapon , Paris, Métailié, 2012)
- Skuggorna Vänder Tillbaka, Piratförlaget, 2015 (Le Détroit du loup , Paris, Métailié, 2014)
- Det Röda Berget, Piratförlaget, 2016 (La Montagne rouge , Paris, Métailié, 2016)
- Le cartographe des Indes boréales , Paris, Métailié, 2019

### Tecknade serier
- Infiltrés , en serie i två delar skapad tillsammans med Sylvain Runberg, som handlar om danska underrättelsetjänsten som infiltrerar en högerextrem grupp. Förlag: Soleil/Delcourt. Del 1 : "Le sourire du faucon" 2015; Del 2 : "Les larmes de Jolène" 2016

- On est chez nous , en serie i två delar skapad tillsammans med Sylvain Runberg, som iscensätter en liten stad i franska Provence som hålls av ett högerextremt parti, där en journalist som skriver om stadens politiska styre måste undersöka ett dubbelmord.  Förlag: Robinson/Hachette. Del 1: "Soleil brun" 2019; Del 2 : "Marchands d'espoir", 2020.

## Priser
För Fyrtio dagar utan skugga :
- Prix des lecteurs du Pays de Redon - 2014
- Prix des Lecteurs de Quai du polar -20 Minutes - 2013
- Prix Mystère de la critique - 2013
- Prix Thierry Jonquet - 2013
- Prix Robinsonnais - 2013
- Prix Inter polar från deckarfestivalen i Reims - 2013
- Prix Michel-Lebrun - 2013
- Prix Sang d'encre från staden Vienne - 2013
- Prix Goutte de Sang d’Encre, prix des lecteurs décerné par le réseau des médiathèques de la Ville de Vienne - 2013
- Prix 1001 Feuilles Noires från Lamballes bibliotek - 2013
- Prix des lecteurs Plume Libre – brons i kategorin "Nouvelle plume polar- thriller francophone" - 2013
- Trophée 813 från festivalen Paris Polar - 2013
- Prix Mes-Sou-Thu (bibliotekernas pris i Messimy, Soucieux-en-Jarrest och Thurins) - 2013
- Prix du Polar des médiathèques d’Antony - 2013
- Prix du premier roman Rotary Club och Salon du livre i Cosne-sur-Loire - 2013
- Prix Biblioblog - 2013